# David L. Norton
David Lloyd Norton (ngày 27 tháng 3 năm 1930 - 24 tháng 7 năm 1995) là một nhà triết gia người Mỹ.

## Tiểu sử
Ông sinh ra ở St. Louis, Missouri, ngày 27 tháng 3 năm 1930. Norton lấy bằng Cử nhân Kỹ thuật xây dựng dân dụng từ Đại học Washington ở St. Louis vào năm 1952. Norton cũng từng là nhà lãnh đạo Hội đạo đức St. Louis.
Sau khi làm việc như một kỹ sư xây dựng ở California, Norton trở về Đại học Washington để học triết học, lấy bằng thạc sĩ vào năm 1962. Sau đó, ông làm nghiên cứu sinh tại Đại học Boston, lấy bằng Tiến sĩ trong năm 1968. Trong khi ở Boston, Norton từng lãnh đạo hội đạo đức Boston. Luận án của ông là "Trí tưởng tượng Siêu Việt: Một Thẩm định tiền Kant."